# Le Maximum Kouette
Le Maximum Kouette est un groupe de musique français, originaire de Paris. Le style musical du groupe est basé sur le ska, le punk rock, la chanson, le funk, et le ragga.

## Biographie
Le groupe est formé en janvier 1993, et se compose initialement de quatre filles (chant, section rythmique, guitare) qui voulaient prouver que des filles pouvaient faire du rock. Le groupe garde un engagement féministe dans ses paroles. Trois nouveaux membres les rejoignent ensuite. En 1999, le groupe participe à la compilation It’s a Frenchy Reggae Party 2. 
En 2000, le groupe publie son premier album studio, intitulé Lundi, je m'y mets…, qui comptera 14 000 exemplaires vendus en 2006. Deux morceaux de l'album — Ça me dirait bien et Affalée — sont inclus dans la bande son du court-métrage Coup de vice !, réalisé par Claude Chabrol. Ensuite, le groupe sortira trois albums, dont les deux albums studio Moi j'aime ça ! (2002) et Et alors (2006) au niveau national, et enchaîne les concerts dans toute la France, et à l'international dont l'Allemagne.
En 2008, les membres forment un autre groupe appelé Le Maxi Monster Music Show, à l’occasion d’une tournée inspirée de l’univers des monstres de foire du 19e siècle,,. Il s'inspire du cinéma muet, de la littérature fantastique du 19e, des séries B des années 1950, des pin-ups burlesques, du cabaret expressionniste allemand d’avant-guerre, et des séries télévisées comme Le Muppet Show.
Depuis 2016, une partie des membres est à l'origine de la formation du groupe La Poison,.

## Membres
- Sister Moon - chant[5]
- Coxs - basse[5]
- Paka - guitare[5]
- Gene - guitare[5]
- David - batterie[5]
- Ben - trompette[5]
- Robby - trombone[5]
- Jean-Marc - saxophone[5] et claviers

## Discographie

### Albums studio
- 1996 : En concert (5 titres en autoproduction)[2]
- 2000 : Lundi, je m'y mets… (Small Axe)
- 2002 : Moi j'aime ça ! (Small Axe)
- 2006 : Et alors (réalisée par Clive Martin chez Emma Production)[3]

### Album live
- 2004 : One, Two, très fort! (Small Axe)

### Compilations
- 1995 : LifeLive Le Recueil : Positive Man, Ena Ena (épuisé)
- 1995 : Radio Nova Le son de Paris : Raggameuf (épuisé)
- 1997 : Fair 1997 : Videogames
- 1999 : It's a Frenchy Ska Reggae Party 2 (Big Mama/Tripsichord) : Chromosome Story
- 2000 : 100 % indépendant (Small Axe/TRipsichord) : Koi Faire, Guay
- 2001 : It's a Frenchy Ska Reggae Party 3 (Big Mama/Tripsichord): Ça me dirait bien
- 2001 : 200 % indépendant (Small Axe/Tripsichord): Ça ne veut pas dire
- 2001 : 10 ans du Circ (Productions spéciales) : L'ami déchiré
- 2001 : Mano Negra Illegal (Big Mama/Tripsichord) Out of time man
- 2002 : 300 % indépendant (Small Axe/Tripsichord)
- 2003 : Chut on fait du bruit (LaNoreille/Tripsichord)
- 2005 : Une seule voix contre la sclérose en plaques : titre Sois là (UNISEP)
- 2007 : Mort aux Ludwig von 88 (Crash Disques)